# Braunsia ecarinata
Braunsia ecarinata är en stekelart som beskrevs av Per Abraham Roman 1913. Braunsia ecarinata ingår i släktet Braunsia och familjen bracksteklar. Inga underarter finns listade.